# Arboretum de Charvols
L'arboretum de Charvols (aussi appelé arboretum du plateau de La Chaise-Dieu) est un arboretum de 3 hectares situé à Malvières, dans le département de la Haute-Loire, en Auvergne (France). 

## Lieu
L'abbaye Saint-Robert de la Chaise-Dieu est située à proximité
L'arboretum de Charvols est situé dans la forêt du plateau de la Chaise-Dieu à une altitude de 900 m, ce qui lui donne une excellente vue panoramique sur la vallée de la Dore, les villages d'Arlanc, Marsac-en-Livradois et Ambert ainsi que sur les montagnes du Livradois et du Forez.
Il est ouvert quelques jours par semaine pendant les mois chauds de l'année, un droit d'entrée est perçu.

## Histoire
Il est planté au printemps 1993 dans une ancienne clairière agricole au milieu de la forêt du plateau de La Chaise-Dieu.
Il a été initié par le Centre d'études techniques et économiques de la forêt (CETEF) de Haute-Loire avec le SIVOM du canton de La Chaise-Dieu (aujourd'hui communauté de communes du Plateau de La Chaise-Dieu) et la direction départementale de l'Agriculture et de la Forêt.
Les objectifs ont été définis avec le Centre régional de la propriété forestière (CRPF) et les conseils de l'Office national des forêts (ONF), du CEMAGREF et de l'Institut national de la recherche agronomique (INRA).
L'objectif principal est d'expérimenter avec des espèces d'arbres, y compris des feuillus pour l'enrichissement des ressources forestières, avec l'élimination des espèces introduites et la diffusion des résultats le plus largement possible.
Mais aussi l'initiation à la connaissance de l'environnement forestier pour le grand public et pour les écoliers.

## Collections
Il dispose actuellement d'une centaine de parcelles avec des collections contenant 97 espèces dont 34 sont des conifères, 38 des feuillus, 25 des arbustes et des arbres fruitiers.
Le facteur de récupération de la plupart des espèces est généralement bon (sauf pour les espèces exotiques) et il est intéressant de voir la différence de croissance entre les plantes.
Pour l'entretenir régulièrement, les visiteurs sont autorisés à passer par ses couloirs.
C'est un arboretum expérimental qui permet de juger de la capacité de chaque espèce à survivre dans la forêt.